# Сен-Прива-д'Альє
Сен-Прива́-д'Альє́, Сен-Пріва-д'Альє (фр. Saint-Privat-d'Allier) — муніципалітет у Франції, у регіоні Овернь-Рона-Альпи, департамент Верхня Луара. Населення — 397 осіб (01.01.2021).
Муніципалітет розташований на відстані близько 450 км на південь від Парижа, 100 км на південний схід від Клермон-Феррана, 18 км на захід від Ле-Пюї-ан-Веле.
1 січня 2017 року колишній муніципалітет Сен-Дідьє-д'Альє був об'єднаний з Сен-Прива-д'Альє.

## Історія
До 2015 року муніципалітет перебував у складі регіону Овернь. Від 1 січня 2016 року належить до нового об'єднаного регіону Овернь-Рона-Альпи.
1 січня 2017 року до Сен-Прива-д'Альє приєднали колишній муніципалітет Сен-Дідьє-д'Альє.

## Демографія
Динаміка населення (INSEE ):
Розподіл населення за віком та статтю (2006):
| Стать | Всього | До 15 років | 15-24 | 25-44 | 45-64 | 65-85 | Понад 85 |
| --- | ------ | ----------- | ----- | ----- | ----- | ----- | -------- |
| Чоловіки | 200    | 40          | 12    | 60    | 32    | 52    | 4        |
| Жінки | 212    | 40          | 12    | 44    | 52    | 56    | 8        |
| \| Статево-вікова піраміда \| Статево-вікова піраміда \| Статево-вікова піраміда \| \| ----------------------- \| ----------------------- \| ----------------------- \| \| Чоловіки \| Вік \| Жінки \| \| 4 \| 85 + \| 8 \| \| 8 \| 80-84 \| 16 \| \| 8 \| 75-79 \| 16 \| \| 12 \| 70-74 \| 12 \| \| 24 \| 65-69 \| 12 \| \| 8 \| 60-64 \| 20 \| \| 4 \| 55-59 \| 8 \| \| 8 \| 50-54 \| 12 \| \| 12 \| 45-49 \| 12 \| \| 16 \| 40-44 \| 12 \| \| 24 \| 35-39 \| 12 \| \| 12 \| 30-34 \| 4 \| \| 8 \| 25-29 \| 16 \| \| 4 \| 20-24 \| 8 \| \| 8 \| 15-20 \| 4 \| \| 12 \| 10-14 \| 12 \| \| 16 \| 5-9 \| 20 \| \| 12 \| 0-4 \| 8 \| |        |             |       |       |       |       |          |
| Статево-вікова піраміда |        |             |       |       |       |       |          |
| Чоловіки | Вік    | Жінки       |       |       |       |       |          |
| 4 | 85 +   | 8           |       |       |       |       |          |
| 8 | 80-84  | 16          |       |       |       |       |          |
| 8 | 75-79  | 16          |       |       |       |       |          |
| 12 | 70-74  | 12          |       |       |       |       |          |
| 24 | 65-69  | 12          |       |       |       |       |          |
| 8 | 60-64  | 20          |       |       |       |       |          |
| 4 | 55-59  | 8           |       |       |       |       |          |
| 8 | 50-54  | 12          |       |       |       |       |          |
| 12 | 45-49  | 12          |       |       |       |       |          |
| 16 | 40-44  | 12          |       |       |       |       |          |
| 24 | 35-39  | 12          |       |       |       |       |          |
| 12 | 30-34  | 4           |       |       |       |       |          |
| 8 | 25-29  | 16          |       |       |       |       |          |
| 4 | 20-24  | 8           |       |       |       |       |          |
| 8 | 15-20  | 4           |       |       |       |       |          |
| 12 | 10-14  | 12          |       |       |       |       |          |
| 16 | 5-9    | 20          |       |       |       |       |          |
| 12 | 0-4    | 8           |       |       |       |       |          |

## Економіка
2010 року серед 238 осіб працездатного віку (15—64 років) 180 були активними, 58 — неактивними (показник активності 75,6%, у 1999 році було 72,2%). З 180 активних мешканців працювало 167 осіб (93 чоловіки та 74 жінки), безробітними було 13 (9 чоловіків та 4 жінки). Серед 58 неактивних 18 осіб було учнями чи студентами, 32 — пенсіонерами, 8 були неактивними з інших причин.

У 2010 році в муніципалітеті числилось 184 оподатковані домогосподарства, у яких проживали 399,0 особи, медіана доходів виносила 13 269 євро на одного особоспоживача